# Großharthau
Großharthau je obec v německé spolkové zemi Sasko. Nachází se v zemském okrese Budyšín v Horní Lužici a má přibližně 2 900 obyvatel. Spolu se sousední obcí Frankenthal tvoří správní společenství Großharthau.

## Geografie
Obec Großharthau sousedí s obcí Arnsdorf na západě, s městem Großröhrsdorf a obcí Frankenthal na severu a s velkým okresním městem Bischofswerda na východě. Na jihu sousedí s městem Stolpen, které leží v zemském okrese Saské Švýcarsko-Východní Krušné hory.

## Správní členění
Großharthau se dělí na 4 místní části:
- Großharthau
- Bühlau
- Schmiedefeld
- Seeligstadt